# 钟素敏
锺素敏（英語：Janice Choong Soo Meen，1991年12月4日—），生於馬來西亞雪兰莪州，於Astro國際華裔小姐競選2015奪得冠軍、完美體態小姐，曾參加2016年國際中華小姐競選。

## 外部連結
- 钟素敏的Instagram帳戶

| 前任： 许愫恩 | Astro國際華裔小姐競選冠軍 2015年 | 繼任： 林宣妤 |